# برات آند ويتني واسب
كان برات آند ويتني واسب الاسم المدني لفئة محركات شعاعية تُبرد بالهواء، أُنتجت منذ ثلاثينيات القرن العشرين وحتى الخمسينيات من نفس القرن.
أُسست شركة برات آند ويتني للطائرات في عام 1925 بواسطة فريدريك بي رينتشلر، الذي كان الرئيس السابق لشركة رايت للطيران. أحضر فريدريك معه بعضاً من أفضل مصممي شركة رايت، ونجح الفريق الجديد سريعاً في تصميم أول محرك لبرات آند ويتني، محرك أر-1340 واسب.

## الفئة واسب
- برات آند ويتني آر-1340 واسب
- برات آند ويتني آر-985 واسب جونيور
- برات آند ويتني آر-1830 توين واسب
- برات آند ويتني آر-1535 توين واسب جونيور
- برات آند ويتني آر-2000 توين واسب
- برات آند ويتني آر-2180-إي توين واسب إي
- برات آند ويتني آر-2800 دوبل واسب
- برات آند ويتني آر-4360 واسب ماجور

تشير تسمية المحرك إلى شكله وسعته، حيث يشير الحرف «أر» إلى أنه محرك شعاعي، بينما يشير الرقم الذي يتبعه إلى سعة المحرك بالبوصة المكعبة.

## مزيد من القراءة
- Gunston, Bill (1989). World Encyclopedia of Aero Engines. Phoenix Mill, Gloucestershire, England, UK: Sutton Publishing Limited. ISBN 1-85260-163-9.